# Craugastor anciano
Espèce
Synonymes
- Eleutherodactylus anciano Savage, McCranie & Wilson, 1988

Statut de conservation UICN

 EX  : Éteint
Craugastor anciano est une espèce d'amphibiens de la famille des Craugastoridae.

## Répartition
Cette espèce est endémique du Honduras. Elle se rencontre dans les départements d'Olancho et de Colón de 1 400 à 1 900 m d'altitude sur la cordillère de Celaque.

## Description
Le mâle mesure 33 mm et les femelles de 32,8 à 41,2 mm

## Étymologie
Cette espèce est nommée en l'honneur de Kenneth Lee Williams (1934-) qui est surnommé el anciano par les auteurs.

## Publication originale
- Savage, McCranie & Wilson, 1988 : New upland stream frogs of the Eleutherodactylus rugulosus group (Amphibia: Anura: Leptodactylidae) from Honduras. Bulletin Southern California Academy of Sciences, vol. 87, no 2, p. 50-56 (texte intégral).